# Aristea alata
Aristea alata är en irisväxtart som beskrevs av John Gilbert Baker. Aristea alata ingår i släktet Aristea och familjen irisväxter. Inga underarter finns listade i Catalogue of Life.